# Patricia Guijarro
Patricia Guijarro Gutiérrez (Palma di Maiorca, 17 maggio 1998) è una calciatrice spagnola, centrocampista offensivo del Barcellona e della nazionale spagnola.

## Carriera

### Club
Il 4 settembre 2024 Guijarro viene inserita nella lista delle trenta candidate al Pallone d'oro femminile.

### Nazionale
Guijarro viene convocata dalla Federcalcio spagnola (RFEF) per vestire le maglie delle nazionali giovanili fino dai primi anni duemila. Inserita dal tecnico Jorge Vilda nella formazione under 17, fa il suo debutto in una competizione UEFA il 24 marzo 2013, in occasione del secondo turno di qualificazione all'edizione 2013 del campionato europeo di categoria, dove la Spagna supera per 3-0 le pari età della Finlandia. Ottenuta la qualificazione alla fase finale, Vilda la inserisce in rosa con la squadra che ottiene il terzo posto a 2013 battendo il Belgio con il risultato di 4-0 nella finalina del torneo.
Il risultato permette di accedere al Mondiale della Costa Rica 2014, con Vilda che convoca la nuovamente nella formazione che affronta il torneo. Guijarro viene impiegata in tutti i sei incontri del Mondiale, condividendo il percorso che vede raggiungere la finale del 4 aprile 2014 persa 2-0 con il Giappone.
Nel frattempo, ancora nella fascia d'età per essere impiegata nella formazione, Vilda la convoca anche per le qualificazioni all'Europeo di Inghilterra 2014, inserita ancora una volta nella rosa della squadra che affronta la fase finale nel torneo che, a dispetto della denominazione, proprio per gestire la partecipazione delle squadre della zona UEFA al Mondiale di Costa Rica, si svolge interamente nel 2013. Chiuso al primo posto il gruppo B della fase a gironi, la squadra supera per 3-0 in semifinale le padrone di casa dell'Inghilterra e affronta nella sofferta finale dell'8 dicembre la Germania. La partita, dove dopo che Guijarro apre le marcature al 9', ai tempi regolamentari termina sul risultato 1-1 per la rete segnata al 76' da Isabella Hartig, costringendo le squadre a contendersi il trofeo ai tiri di rigore; Guijarro, prima rigorista per la Spagna, mette a segno il tiro dagli 11 metri, portandosi temporaneamente in vantaggio per l'errore della tedesca Saskia Meier, tuttavia la seguente sequenza vede la Germania andare sempre a segno contro i tre errori della Spagna, aggiudicandosi così il quarto titolo della loro storia sportiva.
Con lo spostamento di Vilda alla under 19, la conduzione tecnica viene affidata al tecnico Pedro López, il quale conferma largamente il blocco delle atlete ancora nella fascia d'età che sono arrivate alla finale di Inghilterra 2014, tra le quali Guijarro, per qualificazioni e fase finale di Islanda 2015. Dopo essere stata impiegata nei tre incontri della fase élite, dove segna anche due reti, Vilda la schiera in tutte le cinque partite della fase finale, dove è autrice della rete che apre le marcature con le padrone di casa dell'Islanda, risultato 2-0, dove è l'unica rigorista che non trova la porta al termine della semifinale con la Francia (1-1 e 4-3 dtr), e dove festeggia la vittoria per 5-2 sulla Svizzera nella finale del 4 luglio 2015 e il terzo titolo europeo per le spagnole.
Vilda la convoca in Under-19 per la fase élite delle qualificazioni dell'Europeo under 19 di Slovacchia 2016, dove Inghilterra e Spagna grazie ai precedenti risultati nel torneo sono ammesse direttamente alla seconda fase. Guijarro gioca tutte le tre partite del gruppo 4 élite disputato in Danimarca, alla fine del quale la squadra si classifica al primo posto vincendo tutti gli incontri su Danimarca, Irlanda del Nord e Italia e accedendo alla fase finale. Inserita nel gruppo B con Austria, Germania e Svizzera, la sua nazionale supera la fase a gironi a punteggio pieno, dove Guijarro non gioca con quest'ultima l'unica partita del torneo, vince la combattuta semifinale per 4-3 con i Paesi Bassi arrivando infine alla finale del 31 luglio 2016 dove incontra la Francia, superata all'edizione di Israele 2015 ma che in quest'occasione vince l'incontro per 2-1, aggiudicandosi così il titolo per la quarta volta.
Il risultato permette di accedere al Mondiale under 20 di Papua Nuova Guinea 2016, con Vilda che convoca la nuovamente nella formazione spagnola che affronta il torneo. Guijarro viene impiegata in tutti i quattro incontri disputati dalla sua squadra, superando al secondo posto la fase a gironi dietro il Giappone e accedendo ai quarti di finale dove ai supplementari viene eliminata perdendo 3-2 la partita con la Corea del Nord, nazionale che alla fine si aggiudicherà il trofeo.

## Statistiche

### Presenze e reti nei club
Statistiche, parziali, aggiornate al 7 giugno 2025.
| Stagione          | Squadra           | Campionato        | Campionato | Campionato | Coppe nazionali | Coppe nazionali | Coppe nazionali | Coppe continentali | Coppe continentali | Coppe continentali | Altre coppe | Altre coppe | Altre coppe | Totale | Totale |
| Stagione          | Squadra           | Comp              | Pres       | Reti       | Comp            | Pres            | Reti            | Comp               | Pres               | Reti               | Comp        | Pres        | Reti        | Pres   | Reti   |
| ----------------- | ----------------- | ----------------- | ---------- | ---------- | --------------- | --------------- | --------------- | ------------------ | ------------------ | ------------------ | ----------- | ----------- | ----------- | ------ | ------ |
| 2015-2016         | Barcellona        | PD                | 23         | 6          | CR              | 3               | 1               | UWCL               | 5                  | 0                  | CC          | -           | -           | 31     | 7      |
| 2016-2017         | Barcellona        | PD                | 20         | 2          | CR              | 2               | 0               | UWCL               | 5                  | 0                  | CC          | -           | -           | 27     | 2      |
| 2017-2018         | Barcellona        | PD                | 25         | 9          | CR              | 4               | 0               | UWCL               | 6                  | 1                  | CC          | -           | -           | 35     | 10     |
| 2018-2019         | Barcellona        | PD                | 14         | 4          | CR              | 1               | 0               | UWCL               | 3                  | 2                  | CC          | -           | -           | 18     | 6      |
| 2019-2020         | Barcellona        | PD                | 18         | 1          | CR              | 4               | 1               | UWCL               | 5                  | 1                  | CC+SE       | 0+2         | 0+1         | 31     | 4      |
| 2020-2021         | Barcellona        | PD                | 29         | 8          | CR              | 3               | 1               | UWCL               | 7                  | 0                  | SE          | 1           | 0           | 40     | 9      |
| 2021-2022         | Barcellona        | PD                | 25         | 4          | CR              | 3               | 0               | UWCL               | 8                  | 0                  | SE          | 2           | 0           | 38     | 4      |
| 2022-2023         | Barcellona        | PD                | 28         | 3          | CR              | 0               | 0               | UWCL               | 10                 | 4                  | SE          | 2           | 0           | 40     | 7      |
| 2023-2024         | Barcellona        | PD                | 23         | 5          | CR              | 5               | 1               | UWCL               | 10                 | 4                  | SE          | 2           | 0           | 40     | 10     |
| 2024-2025         | Barcellona        | PD                | 25         | 7          | CR              | 4               | 1               | UWCL               | 11                 | 0                  | CC+SS       | 0+2         | 0+1         | 42     | 9      |
| Totale Barcellona | Totale Barcellona | Totale Barcellona | 230        | 49         |                 | 29              | 5               |                    | 70                 | 12                 |             | 11          | 2           | 342    | 78     |
| Totale Carriera   | Totale Carriera   | Totale Carriera   | 230+       | 49+        |                 | 29+             | 5+              |                    | 70                 | 12                 |             | 11+         | 2+          | 342+   | 78+    |

## Palmarès

### Club

#### Competizioni regionali
- Copa de Catalunya: 2

Barcellona: 2015, 2016

#### Competizioni nazionali
- Campionato spagnolo: 6

Barcellona: 2019-2020, 2020-2021, 2021-2022, 2022-2023, 2023-2024, 2024-2025
- Coppa della Regina: 6

Barcellona: 2017, 2018, 2019-2020, 2020-2021, 2023-2024, 2024-2025
- Supercoppa spagnola: 5

Barcellona: 2020, 2022, 2023, 2024, 2025

#### Competizioni internazionali
- UEFA Women's Champions League: 3

Barcellona: 2020-2021, 2022-2023, 2023-2024

### Nazionale
- Algarve Cup: 1

2017
- Cyprus Cup: 1

2018
- Campionato d'Europa under 19: 1

2017
- Campionato d'Europa under 17: 1

I2015

### Individuale
- Capocannoniere del campionato mondiale femminile under 20 di calcio: 1

Francia 2018 (6 reti) a pari merito con Georgia Stanway
- Capocannoniere Campionato d'Europa Under-19: 1

Irlanda del Nord 2017 (5 reti)